# Арагарсас (мікрорегіон)
Арагарсас (порт. Microrregião de Aragarças) — мікрорегіон в Бразилії, входить в штат Гояс. Складова частина мезорегіону Північний-захід штату Гояс. Населення становить 53 561 чоловік на 2006 рік. Займає площу 11 053,846 км². Густота населення — 4,8 чол./км².

## Склад мікрорегіону
До складу мікрорегіону включені наступні муніципалітети:
1. Арагарсас
2. Аренополіс
3. Баліза
4. Бон-Жардін-ді-Гояс
5. Діорама
6. Монтіс-Кларус-ді-Гояс
7. Піраньяс

| Бразилія | Це незавершена стаття з географії Бразилії. Ви можете допомогти проєкту, виправивши або дописавши її. |